# Alsólopassó
Alsólopassó (szlovákul Dolný Lopašov) község Szlovákiában, a Nagyszombati kerületben, a Pöstyéni járásban.

## Fekvése
Pöstyéntől 17 km-re, nyugatra fekszik.

## Története
A régészeti leletek tanúsága szerint a község területe a kőkorszak óta lakott. Számos kőkori, újkőkorszaki, bronzkori lelet került elő. A Nagymorva Birodalom idején szláv település állt a területén.
A mai falut 1394-ben említik először, a középkorban Jókő várának birtoka.
Vályi András szerint: „LOPASÓ. Tót falu Nyitra Várm. földes ura a’ F. Tsászár, lakosai katolikusok, fekszik Radosoveczhez nem meszsze, és annak filiája, határja jól termő."
Fényes Elek szerint: „Lopassó, tót falu, Nyitra vmegyében, Radosócz mellett: 246 kath., 3 zsidó lak. F. u. ő cs. kir. Felsége. Holicshoz 2 1/2 óra."
Nyitra vármegye monográfiája szerint: „Lopassó, Lancsártól délre, ettől alig 3 kilométerre, egy völgykatlanban fekszik. Lakosai tótajkuak, számuk 823, vallásuk r. kath. Postája Vittencz, táviró- és vasúti állomása Verbó. Temploma a XVI. század vége felé épült és kőfallal van körülvéve; csúcsíves részleteket megőrizett tornya azonban régibb, mint a templom hajója. Kegyura gr. Pálffy József, kinek itt nagyobb kiterjedésü birtoka van. A templomban egy 1649-ből származó érdekes pacifikalet őriznek. A temetőjében álló Szt. Háromság kápolnát Vranovics Márton pozsonyi kanonok 1703-ban építtette. Földesurai a XIV. században a jókői vár urai voltak, azután az Erdődyek és a Pálffyak. Itt született Klimó György pécsi püspök."
A trianoni diktátumig Nyitra vármegye Pöstyéni járásához tartozott.

## Népessége
| Év:            | 1994. | 2004.   | 2014.   | 2024.   |
| -------------- | ----- | ------- | ------- | ------- |
| Emberek száma: | 963   | 979     | 957     | 964     |
| Eltérés:       |       | +1,66 % | -2,24 % | +0,73 % |

| Év:            | 2023. | 2024.   |
| -------------- | ----- | ------- |
| Emberek száma: | 971   | 964     |
| Eltérés:       |       | -0,72 % |

1910-ben 1063, túlnyomórészt szlovák anyanyelvű lakosa volt.
2001-ben 982 lakosa volt: 973 szlovák, 6 cseh, 1 cigány és 2 ismeretlen nemzetiségű.
2011-ben 953 lakosából 939 szlovák volt.

## Neves személyek
- Itt született Klimó György (1710-1777) pécsi püspök.
- Itt született 1844. január 14-én Jedlicska Pál kanonok, történetíró.
- Itt szolgált és hunyt el Sándorfi Nándor esperes plébános, régész.

## Nevezetességei
- A Szent Márton tiszteletére szentelt, római katolikus temploma 14. századi, gótikus eredetű, később reneszánsz stílusban átépítették.